# Olympische Winterspiele 1994/Teilnehmer (Norwegen)
| Gelbes Symbol für Goldmedaillen mit stilisierten Olympischen Ringen | Graues Symbol für Silbermedaillen mit stilisierten Olympischen Ringen | Braundes Symbol für Bronzemedaillen mit stilisierten Olympischen Ringen |
| ------------------------------------------------------------------- | --------------------------------------------------------------------- | ----------------------------------------------------------------------- |
| 10                                                                  | 11                                                                    | 5                                                                       |

Norwegen nahm an den Olympischen Winterspielen 1994 im heimischen Lillehammer mit einer Delegation von 88 Athleten in zehn Disziplinen teil, davon 67 Männer und 21 Frauen. Mit zehn Gold-, elf Silber- und fünf Bronzemedaillen war der Gastgeber die zweiterfolgreichste Nation bei den Spielen hinter Russland. Erfolgreichster norwegischer Sportler war der Eisschnellläufer Johann Olav Koss, der in all seinen drei Disziplinen Olympiasieger wurde. Über 1500 und 5000 Meter stellte er jeweils im Finale einen olympischen Rekord auf, über 10.000 Meter gelang ihm gar ein Weltrekord.
Fahnenträger bei der Eröffnungsfeier war der Skilangläufer Bjørn Dæhlie. Dæhlie war nach Koss der zweitbeste Norweger bei den Spielen, er gewann zwei Gold- und zwei Silbermedaillen.

## Medaillen

### Medaillenspiegel
| Rang   | Sportart              | Gold | Silber | Bronze | Gesamt |
| ------ | --------------------- | ---- | ------ | ------ | ------ |
| 1      | Skilanglauf           | 3    | 4      | 1      | 8      |
| 2      | Eisschnelllauf        | 3    | 2      | –      | 5      |
| 3      | Ski Alpin             | 1    | 2      | 2      | 5      |
| 4      | Skispringen           | 1    | 2      | −      | 3      |
| 5      | Nordische Kombination | 1    | 1      | 1      | 3      |
| 6      | Freestyle-Skiing      | 1    | −      | 1      | 2      |
| Gesamt | Gesamt                | 10   | 11     | 5      | 26     |

### Medaillengewinner
| Name/n                                                       | Sportart              | Wettkampf                         |
| ------------------------------------------------------------ | --------------------- | --------------------------------- |
| Gold                                                         |                       |                                   |
| Johann Olav Koss                                             | Eisschnelllauf        | 1500 m                            |
| Johann Olav Koss                                             | Eisschnelllauf        | 5000 m                            |
| Johann Olav Koss                                             | Eisschnelllauf        | 10.000 m                          |
| Stine Lise Hattestad                                         | Freestyle-Skiing      | Buckelpiste                       |
| Fred Børre Lundberg                                          | Nordische Kombination | Gundersen-Wettkampf Normalschanze |
| Lasse Kjus                                                   | Ski Alpin             | Alpine Kombination                |
| Thomas Alsgaard                                              | Skilanglauf           | 30 km Freistil                    |
| Bjørn Dæhlie                                                 | Skilanglauf           | 10 km klassisch                   |
| Bjørn Dæhlie                                                 | Skilanglauf           | 15 km Verfolgung                  |
| Espen Bredesen                                               | Skispringen           | Normalschanze                     |
| Silber                                                       |                       |                                   |
| Kjell Storelid                                               | Eisschnelllauf        | 5000 m                            |
| Kjell Storelid                                               | Eisschnelllauf        | 10.000 m                          |
| Bjarte Engen Vik Knut Tore Apeland Fred Børre Lundberg       | Nordische Kombination | Mannschaft                        |
| Kjetil André Aamodt                                          | Ski Alpin             | Abfahrt                           |
| Kjetil André Aamodt                                          | Ski Alpin             | Alpine Kombination                |
| Marit Wold                                                   | Skilanglauf           | 30 km klassisch                   |
| Trude Dybendahl Inger Helene Nybråten Elin Nilsen Anita Moen | Skilanglauf           | 4 × 5 km Staffel                  |
| Bjørn Dæhlie                                                 | Skilanglauf           | 30 km Freistil                    |
| Sture Sivertsen Vegard Ulvang Thomas Alsgaard Bjørn Dæhlie   | Skilanglauf           | 4 × 10 km Staffel                 |
| Espen Bredesen                                               | Skispringen           | Großschanze                       |
| Lasse Ottesen                                                | Skispringen           | Normalschanze                     |
| Bronze                                                       |                       |                                   |
| Hilde Synnøve Lid                                            | Freestyle-Skiing      | Aerials                           |
| Bjarte Engen Vik                                             | Nordische Kombination | Gundersen-Wettkampf Normalschanze |
| Kjetil André Aamodt                                          | Ski Alpin             | Super-G                           |
| Harald Christian Strand Nilsen                               | Ski Alpin             | Alpine Kombination                |
| Sture Sivertsen                                              | Skilanglauf           | 50 km klassisch                   |

## Teilnehmer nach Sportarten

### Biathlon
| Athleten                                                                | Wettbewerbe        | Zeit        | Fehler      | Rang |
| ----------------------------------------------------------------------- | ------------------ | ----------- | ----------- | ---- |
| Frauen                                                                  |                    |             |             |      |
| Gunn Margit Andreassen                                                  | 15 km Einzel       | 59:02,7 min | 3 (0+2+1+0) | 43   |
| Anne Elvebakk                                                           | 15 km Einzel       | 1:00:29,8 h | 5 (2+2+1+0) | 59   |
| Hildegunn Fossen                                                        | 7,5 km Sprint      | 29:16,2 min | 4 (2+2)     | 47   |
| Hildegunn Fossen                                                        | 15 km Einzel       | 55:55,4 min | 3 (0+3+0+0) | 21   |
| Elin Kristiansen                                                        | 7,5 km Sprint      | 26:53,5 min | 0 (0+0)     | 10   |
| Elin Kristiansen                                                        | 15 km Einzel       | 57:04,2 min | 3 (1+1+0+1) | 31   |
| Annette Sikveland                                                       | 7,5 km Sprint      | 27:32,8 min | 2 (1+1)     | 22   |
| Ann-Elen Skjelbreid                                                     | 7,5 km Sprint      | 27:17,7 min | 1 (0+1)     | 17   |
| Ann-Elen Skjelbreid Annette Sikveland Hildegunn Fossen Elin Kristiansen | 4 × 7,5 km Staffel | 1:54:08,1 h | 2           | 4    |
| Männer                                                                  |                    |             |             |      |
| Ole Einar Bjørndalen                                                    | 10 km Sprint       | 30:44,6 min | 1 (1+0)     | 28   |
| Ole Einar Bjørndalen                                                    | 20 km Einzel       | 1:01:50,0 h | 4 (1+1+1+1) | 36   |
| Sylfest Glimsdal                                                        | 10 km Sprint       | 32:07,4 min | 3 (2+1)     | 53   |
| Sylfest Glimsdal                                                        | 20 km Einzel       | 59:42,4 min | 3 (2+0+0+1) | 9    |
| Halvard Hanevold                                                        | 20 km Einzel       | 1:02:52,0 h | 4 (1+0+2+1) | 46   |
| Jon Åge Tyldum                                                          | 10 km Sprint       | 30:36,7 min | 2 (1+1)     | 25   |
| Jon Åge Tyldum                                                          | 20 km Einzel       | 1:03:31,7 h | 3 (2+0+0+1) | 52   |
| Ivar Ulekleiv                                                           | 10 km Sprint       | 29:56,6 min | 1 (1+0)     | 14   |
| Ole Einar Bjørndalen Ivar Ulekleiv Halvard Hanevold Jon Åge Tyldum      | 4 × 7,5 km Staffel | 1:33:32,8 h | 0           | 7    |

### Eishockey
| Wettbewerb        | Männer |
| ----------------- | --- |
| Spieler           | Rob Schistad Jim Marthinsen Petter Salsten Morgan Andersen Tommy Jakobsen Jan-Roar Fagerli Svein Enok Nørstebø Svenn Erik Bjørnstad Cato Tom Andersen Geir Hoff Vegar Barlie Lars Andersen Ole-Eskild Dahlstrøm Arne Billkvam Erik Kristiansen Trond Magnussen Petter Thoresen Morten Finstad Roy Johansen Tom Johansen Marius Rath Espen Knutsen |
| Trainer           | Bengt Ohlson |
| Vorrunde          | Russland 1:5 (1:2, 0:2, 0:1) Deutschland 1:2 (0:1, 1:1, 0:0) Finnland 0:4 (0:1, 0:2, 0:1) Tschechien 1:4 (0:3, 0:0, 1:1) Österreich 2:4 (1:1, 1:1, 0:2) |
| Viertelfinale     | — |
| Platzierungsrunde | Italien 3:6 (2:3, 1:1, 0:2) |
| Spiel um Platz 11 | Österreich 3:1 (1:0, 1:0, 1:1) |
| Platzierung       | 11 |

### Eisschnelllauf
| Athleten             | Wettbewerbe | Zeit         | Rang   |
| -------------------- | ----------- | ------------ | ------ |
| Frauen               |             |              |        |
| Edel Therese Høiseth | 500 m       | 40,20 s      | 8      |
| Edel Therese Høiseth | 1000 m      | 1:22,98 min  | 26     |
| Männer               |             |              |        |
| Steinar Johansen     | 1500 m      | 1:55,21 min  | 18     |
| Johann Olav Koss     | 1500 m      | 1:51,29 min  | Gold   |
| Johann Olav Koss     | 5000 m      | 6:34,96 min  | Gold   |
| Johann Olav Koss     | 10.000 m    | 13:30,55 min | Gold   |
| Grunde Njøs          | 500 m       | 36,66 s      | 7      |
| Grunde Njøs          | 1000 m      | DNF          | DNF    |
| Ådne Søndral         | 1000 m      | DSQ          | DSQ    |
| Ådne Søndral         | 1500 m      | 1:53,13 min  | 4      |
| Kjell Storelid       | 1500 m      | 1:54,69 min  | 14     |
| Kjell Storelid       | 5000 m      | 6:42,68 min  | Silber |
| Kjell Storelid       | 10.000 m    | 13:49,25 min | Silber |
| Roger Strøm          | 500 m       | DNF          | DNF    |
| Roger Strøm          | 1000 m      | 1:13,74 min  | 7      |
| Atle Vårvik          | 5000 m      | 7:00,83 min  | 26     |

### Freestyle-Skiing
| Athleten             | Wettbewerbe | Qualifikation | Qualifikation | Finale        | Finale        | Rang   |
| Athleten             | Wettbewerbe | Punkte        | Rang          | Punkte        | Rang          | Rang   |
| -------------------- | ----------- | ------------- | ------------- | ------------- | ------------- | ------ |
| Frauen               |             |               |               |               |               |        |
| Stine Lise Hattestad | Buckelpiste | 24,91         | 2             | 25,97         | 1             | Gold   |
| Hilde Synnøve Lid    | Aerials     | 158,70        | 2             | 164,13        | 3             | Bronze |
| Männer               |             |               |               |               |               |        |
| Hans Engelsen Eide   | Buckelpiste | 25,06         | 8             | 23,32         | 15            | 15     |
| Tor Skeie            | Aerials     | 172,77        | 15            | ausgeschieden | ausgeschieden | 15     |

### Nordische Kombination
| Athleten                                               | Wettbewerb                        | Skispringen | Skispringen | Langlauf    | Langlauf | Zeit        | Rang   |
| Athleten                                               | Wettbewerb                        | Punkte      | Rang        | Zeit        | Rang     | Zeit        | Rang   |
| ------------------------------------------------------ | --------------------------------- | ----------- | ----------- | ----------- | -------- | ----------- | ------ |
| Männer                                                 |                                   |             |             |             |          |             |        |
| Knut Tore Apeland                                      | Gundersen-Wettkampf Normalschanze | 204,5       | 15          | 39:16,6 min | 9        | 43:59,6 min | 11     |
| Trond Einar Elden                                      | Gundersen-Wettkampf Normalschanze | 201,5       | 17          | 38:07,7 min | 1        | 43:10,7 min | 8      |
| Fred Børre Lundberg                                    | Gundersen-Wettkampf Normalschanze | 247,0       | 1           | 39:07,9 min | 8        | 39:07,9 min | Gold   |
| Bjarte Engen Vik                                       | Gundersen-Wettkampf Normalschanze | 240,5       | 3           | 39:43,2 min | 15       | 40:26,2 min | Bronze |
| Bjarte Engen Vik Knut Tore Apeland Fred Børre Lundberg | Teamwettbewerb                    | 670,2       | 2           | 1:22:33,9 h | 2        | 1:27:40,9 h | Silber |

### Rennrodeln
| Athlet                            | Wettbewerb   | Lauf 1   | Lauf 1 | Lauf 2   | Lauf 2 | Lauf 3   | Lauf 3 | Lauf 4   | Lauf 4 | Gesamt       | Gesamt |
| Athlet                            | Wettbewerb   | Zeit     | Rang   | Zeit     | Rang   | Zeit     | Rang   | Zeit     | Rang   | Zeit         | Rang   |
| --------------------------------- | ------------ | -------- | ------ | -------- | ------ | -------- | ------ | -------- | ------ | ------------ | ------ |
| Frauen                            |              |          |        |          |        |          |        |          |        |              |        |
| Pia Wedege                        | Einsitzer    | 49,367 s | 12     | 49,490 s | 10     | 49,720 s | 17     | 49,470 s | 13     | 3:18,047 min | 13     |
| Männer                            |              |          |        |          |        |          |        |          |        |              |        |
| Harald Rolfsen Lars-Marius Waldal | Doppelsitzer | DSQ      | DSQ    | DSQ      | DSQ    | DSQ      | DSQ    | DSQ      | DSQ    | DSQ          | DSQ    |

### Shorttrack
| Athleten                                                                      | Wettbewerbe    | Vorlauf     | Vorlauf | Viertelfinale | Viertelfinale | Halbfinale    | Halbfinale    | Finale        | Finale        | Rang |
| Athleten                                                                      | Wettbewerbe    | Zeit        | Rang    | Zeit          | Rang          | Zeit          | Rang          | Zeit          | Rang          | Rang |
| ----------------------------------------------------------------------------- | -------------- | ----------- | ------- | ------------- | ------------- | ------------- | ------------- | ------------- | ------------- | ---- |
| Männer                                                                        |                |             |         |               |               |               |               |               |               |      |
| Bjørnar Elgetun                                                               | 500 m          | 44,01 s     | 1       | 45,35 s       | 3             | ausgeschieden | ausgeschieden | ausgeschieden | ausgeschieden | 9    |
| Bjørnar Elgetun                                                               | 1000 m         | 1:32,35 min | 2       | 1:30,96 min   | 2             | ausgeschieden | ausgeschieden | ausgeschieden | ausgeschieden | 11   |
| Bjørnar Elgetun Gisle Elvebakken Tore Klevstuen Morten Staubo Øystein Carlsen | 5000-m-Staffel | —           | —       | —             | —             | 7:25,73 min   | 4             | 7:24,29 min   | 2             | 6    |

### Ski Alpin
| Athleten                       | Wettbewerbe        | 1. Lauf     | 1. Lauf | 2. Lauf     | 2. Lauf | Gesamt      | Gesamt |
| Athleten                       | Wettbewerbe        | Zeit        | Rang    | Zeit        | Rang    | Zeit        | Rang   |
| ------------------------------ | ------------------ | ----------- | ------- | ----------- | ------- | ----------- | ------ |
| Frauen                         |                    |             |         |             |         |             |        |
| Trine Bakke                    | Riesenslalom       | 1:23,63 min | 26      | 1:13,55 min | 18      | 2:37,18 min | 19     |
| Trine Bakke                    | Slalom             | DSQ         | DSQ     | DSQ         | DSQ     | DSQ         | DSQ    |
| Caroline Gedde-Dahl            | Riesenslalom       | 1:23,42 min | 22      | DNF         | DNF     | DNF         | DNF    |
| Caroline Gedde-Dahl            | Slalom             | DSQ         | DSQ     | DSQ         | DSQ     | DSQ         | DSQ    |
| Caroline Gedde-Dahl            | Super-G            | —           | —       | —           | —       | 1:26,13 min | 35     |
| Trude Gimle                    | Slalom             | 1:01,55 min | 20      | 58,32 s     | 14      | 1:59,87 min | 15     |
| Marianne Kjørstad              | Riesenslalom       | 1:21,81 min | 9       | 1:12,98 min | 10      | 2:34,79 min | 8      |
| Marianne Kjørstad              | Slalom             | DNF         | DNF     | DNF         | DNF     | DNF         | DNF    |
| Marianne Kjørstad              | Super-G            | —           | —       | —           | —       | 1:23,83 min | 22     |
| Jeanette Lunde                 | Abfahrt            | —           | —       | —           | —       | 1:37,80 min | 11     |
| Jeanette Lunde                 | Alpine Kombination | 1:29,31 min | 12      | 1:46,66 min | 16      | 3:15,97 min | 15     |
| Jeanette Lunde                 | Super-G            | —           | —       | —           | —       | 1:25,32 min | 32     |
| Männer                         |                    |             |         |             |         |             |        |
| Kjetil André Aamodt            | Abfahrt            | —           | —       | —           | —       | 1:45,79 min | Silber |
| Kjetil André Aamodt            | Alpine Kombination | 1:37,49 min | 6       | 1:41,06 min | 9       | 3:18,55 min | Silber |
| Kjetil André Aamodt            | Riesenslalom       | 1:30,03 min | 18      | 1:23,88 min | 5       | 2:53,91 min | 12     |
| Kjetil André Aamodt            | Slalom             | 1:01,80 min | 2       | DNF         | DNF     | DNF         | DNF    |
| Kjetil André Aamodt            | Super-G            | —           | —       | —           | —       | 1:32,93 min | Bronze |
| Ole Kristian Furuseth          | Riesenslalom       | DNF         | DNF     | DNF         | DNF     | DNF         | DNF    |
| Ole Kristian Furuseth          | Slalom             | DSQ         | DSQ     | DSQ         | DSQ     | DSQ         | DSQ    |
| Finn Christian Jagge           | Slalom             | 1:02,16 min | 5       | 1:01,03 min | 8       | 2:03,19 min | 6      |
| Lasse Kjus                     | Abfahrt            | —           | —       | —           | —       | 1:46,84 min | 18     |
| Lasse Kjus                     | Alpine Kombination | 1:36,95 min | 1       | 1:40,58 min | 7       | 3:17,53 min | Gold   |
| Lasse Kjus                     | Riesenslalom       | 1:29,07 min | 7       | 1:24,16 min | 7       | 2:53,23 min | 7      |
| Lasse Kjus                     | Slalom             | DNF         | DNF     | DNF         | DNF     | DNF         | DNF    |
| Lasse Kjus                     | Super-G            | —           | —       | —           | —       | 1:34,02 min | 12     |
| Harald Christian Strand Nilsen | Alpine Kombination | 1:39,05 min | 21      | 1:40,09 min | 4       | 3:19,14 min | Bronze |
| Atle Skårdal                   | Abfahrt            | —           | —       | —           | —       | 1:46,29 min | 9      |
| Atle Skårdal                   | Alpine Kombination |             |         |             |         |             |        |
| Atle Skårdal                   | Super-G            | —           | —       | —           | —       | 1:33,31 min | 6      |
| Jan Einar Thorsen              | Abfahrt            | —           | —       | —           | —       | 1:46,34 min | 10     |
| Jan Einar Thorsen              | Riesenslalom       | 1:28,78 min | 4       | 1:23,93 min | 6       | 2:52,71 min | 4      |
| Jan Einar Thorsen              | Super-G            | —           | —       | —           | —       | 1:33,37 min | 7      |

### Skilanglauf
| Athleten                                                     | Wettbewerbe       | Zeit        | Rang   |
| ------------------------------------------------------------ | ----------------- | ----------- | ------ |
| Frauen                                                       |                   |             |        |
| Trude Dybendahl                                              | 5 km klassisch    | 14:48,1 min | 7      |
| Trude Dybendahl                                              | 10 km Verfolgung  | 28:42,2 min | 7      |
| Trude Dybendahl                                              | 30 km klassisch   | 1:26:52,6 h | 4      |
| Bente Martinsen                                              | 15 km Freistil    | 44:35,0 min | 20     |
| Anita Moen                                                   | 5 km klassisch    | 14:39,4 min | 4      |
| Anita Moen                                                   | 10 km Verfolgung  | 29:13,2 min | 8      |
| Anita Moen                                                   | 15 km Freistil    | 42:42,9 min | 10     |
| Anita Moen                                                   | 30 km klassisch   | 1:28:18,1 h | 10     |
| Elin Nilsen                                                  | 5 km klassisch    | 15:03,1 min | 12     |
| Elin Nilsen                                                  | 10 km Verfolgung  | 29:35,4 min | 12     |
| Elin Nilsen                                                  | 15 km Freistil    | 43:19,8 min | 13     |
| Inger Helene Nybråten                                        | 5 km klassisch    | 14:43,6 min | 5      |
| Inger Helene Nybråten                                        | 30 km klassisch   | 1:27:11,2 h | 7      |
| Marit Wold                                                   | 15 km Freistil    | 43:25,1 min | 14     |
| Marit Wold                                                   | 30 km klassisch   | 1:25:57,8 h | Silber |
| Trude Dybendahl Inger Helene Nybråten Elin Nilsen Anita Moen | 4 × 5 km Staffel  | 57:42,6 min | Silber |
| Männer                                                       |                   |             |        |
| Thomas Alsgaard                                              | 10 km klassisch   | 26:07,0 min | 24     |
| Thomas Alsgaard                                              | 30 km Freistil    | 1:12:26,4 h | Gold   |
| Bjørn Dæhlie                                                 | 10 km klassisch   | 24:20,1 min | Gold   |
| Bjørn Dæhlie                                                 | 15 km Verfolgung  | 35:48,8 min | Gold   |
| Bjørn Dæhlie                                                 | 30 km Freistil    | 1:13:13,6 h | Silber |
| Bjørn Dæhlie                                                 | 50 km klassisch   | 2:09:11,4 h | 4      |
| Erling Jevne                                                 | 50 km klassisch   | 2:09:12,2 h | 5      |
| Egil Kristiansen                                             | 30 km Freistil    | 1:15:37,7 h | 8      |
| Sture Sivertsen                                              | 10 km klassisch   | 24:59,7 min | 5      |
| Sture Sivertsen                                              | 15 km Verfolgung  | 37:49,7 min | 7      |
| Sture Sivertsen                                              | 50 km klassisch   | 2:08:49,0 h | Bronze |
| Kristen Skjeldal                                             | 30 km Freistil    | 1:17:48,3 h | 18     |
| Vegard Ulvang                                                | 10 km klassisch   | 25:08,0 min | 7      |
| Vegard Ulvang                                                | 50 km klassisch   | 2:10:40,0 h | 10     |
| Sture Sivertsen Vegard Ulvang Thomas Alsgaard Bjørn Dæhlie   | 4 × 10 km Staffel | 1:41:15,4 h | Silber |

### Skispringen
| Athleten                                                | Wettbewerb             | 1. Durchgang | 1. Durchgang | 1. Durchgang | 2. Durchgang | 2. Durchgang | 2. Durchgang | Gesamt | Gesamt |
| Athleten                                                | Wettbewerb             | Weite        | Punkte       | Rang         | Weite        | Punkte       | Rang         | Punkte | Rang   |
| ------------------------------------------------------- | ---------------------- | ------------ | ------------ | ------------ | ------------ | ------------ | ------------ | ------ | ------ |
| Männer                                                  |                        |              |              |              |              |              |              |        |        |
| Øyvind Berg                                             | Normalschanze          | 89,0 m       | 112,5        | 24           | 59,0 m       | 37,0         | 55           | 149,5  | 52     |
| Øyvind Berg                                             | Großschanze            | 112,0 m      | 99,6         | 16           | 105,5 m      | 87,4         | 17           | 187,0  | 17     |
| Espen Bredesen                                          | Normalschanze          | 100,5 m      | 140,5        | 1            | 104,0 m      | 141,5        | 1            | 282,0  | Gold   |
| Espen Bredesen                                          | Großschanze            | 135,5 m      | 144,4        | 1            | 122,0 m      | 122,1        | 3            | 266,5  | Silber |
| Bjørn Myrbakken                                         | Normalschanze          | 87,0 m       | 106,5        | 34           | 84,5 m       | 71,0         | 47           | 177,5  | 39     |
| Lasse Ottesen                                           | Normalschanze          | 102,5 m      | 137,5        | 2            | 98,0 m       | 130,5        | 4            | 268,0  | Silber |
| Lasse Ottesen                                           | Großschanze            | 117,0 m      | 109,6        | 11           | 120,0 m      | 117,0        | 6            | 226,6  | 6      |
| Stein Henrik Tuff                                       | Großschanze            | 87,0 m       | 51,1         | 46           | 90,5 m       | 59,4         | 41           | 110,5  | 43     |
| Espen Bredesen Lasse Ottesen Øyvind Berg Roar Ljøkelsøy | Großschanze Mannschaft | 471,5 m      | 449,7        | 4            | 472,0 m      | 449,1        | 3            | 898,8  | 4      |